# Zamasu
Zamasu (ザマス), Zamas en español, es un personaje ficticio de la serie Dragon Ball. Se le presenta como Goku Black (ゴクウブラック, Gokū Burakku) en el cuadragésimo séptimo episodio de la serie de anime Dragon Ball Super de Toei Animation, que se emitió por primera vez el 12 de junio de 2016 y en el capítulo #14 ¡¡Un SOS del futuro!! (未来からの SOS!!, Mirai kara no esuōesu!!) del manga.
Dentro de la serie, Zamasu es originalmente un aprendiz de Supremo Kaioshin (界王神, Kaiōshin, literalmente "Dios Rey del Mundo") del Universo 10. En la línea de tiempo original e inalterada de la serie, Zamasu secuestró el cuerpo mortal del protagonista de la serie Son Goku usando las Super Dragon Balls como parte del "Proyecto Cero Mortales" (o "Plan Cero Mortales"), su plan para alcanzar el poder supremo y acabar con todos los seres mortales. Viaja a una tierra futura alternativa y se encuentra con la versión de Trunks de esa línea de tiempo, y procede a llevar a la humanidad al borde de la extinción. Para completar su plan, une fuerzas con la versión de Zamasu de esa futura línea de tiempo, y usa las Super Dragon Balls para hacerse imposible de matar. El personaje ha sido recibido positivamente y es considerado como uno de los mejores personajes villanos de la franquicia Dragon Ball.

## Creación y diseño
Toriyama se inspiró para Gokū Black en personajes que se presentan como "copias" malvadas del personaje héroe en programas clásicos de tokusatsu como Ultraman, Kamen Rider y Kamen Rider Black. Toriyama originalmente ideó a Zamasu como un personaje que está a la par en combate singular con un individuo que ha alcanzado la forma Super Saiyajin Blue, mientras que otros elementos como el límite de tiempo de las fusiones de Pothara y la inmortalidad efectiva de Zamasu se agregaron para hacer la pelea más interesante. Se describió a Goku y Vegeta luchando contra Zamasu en combate debido a su naturaleza engañosa, así como a su propia falta de trabajo en equipo. El productor de animación de Toei, Atsushi Kido, dijo que Zamasu Fusionado es un personaje "tramposo" por su enorme fuerza, y que su única debilidad es la mortalidad de Black Goku que afecta su inmortalidad.

### Personaje
Zamasu está representado como un humanoide de piel verde con ojos grises y un mohicano blanco. Obtiene la apariencia de Goku después de cambiar de cuerpo con él, con solo ligeras diferencias físicas. Aparte de un único pendiente Pothara de oro y verde en su oreja izquierda, también lleva un Anillo de Tiempo en su dedo índice derecho, que le permite viajar entre diferentes líneas de tiempo a voluntad sin la necesidad de una máquina del tiempo, y también lo protege de ser borrado por paradojas temporales. Después de lograr la transformación Super Saiyajin Rosé (超サイヤ人ロゼ, Sūpā Saiya-jin Roze), su versión de la forma Super Saiyajin Blue (Super Saiyajin Dios Super Saiyajin en el manga), el cabello de Gokū Black se vuelve rosa brillante, debido al estado de Zamasu como una deidad.
Después de que Gokū Black se fusiona con su yo futuro alternativo mediante el uso de un par de pendientes Potara a juego, el resultado final es el Zamasu Fusionado aún más poderoso, descrito como una mezcla de poder increíble con un cuerpo en deterioro, pero inmortal, y una mente desquiciada. La fusión resultante se revela más tarde como defectuosa, ya que Zamasu Fusionado luego degenera en una apariencia grotesca con la mitad derecha de su cuerpo convirtiéndose en lodo púrpura. En el anime, esto se explica como resultado de una regeneración celular inestable y desigual, ya que el ser fusionado está compuesto por un mortal y un inmortal. En el manga, se explicó que esta forma era una forma temporal que Zamasu Fusionado asumió cuando se resistió a separarse después de que pasó el límite de tiempo de la fusión de Pothara.
Tras la derrota de Zamasu Fusionado, trasciende a la forma Zamasu Infinito aún más poderosa, aunque la representación del personaje difiere considerablemente entre las versiones de anime y manga. En el anime, Zamasu Infinito es un ser de energía incorpórea, mientras que la versión manga es una forma evolucionada de Zamasu Fusionado, su capacidad de regeneración se vuelve lo suficientemente avanzada hasta el punto en que es capaz de crear clones aparentemente infinitos de sí mismo, a partir de cada célula de su cuerpo en segundos, después de que ambos seres compuestos se fusionaron exitosa y permanentemente a nivel celular.

### Actores de doblaje
Zamasu tiene la voz de Shin'ichirō Miki en los medios japoneses. En latino su actor de doblaje es José Gilberto Vilchis mientras que en castellano es Hugo Carrasco.

Gokū Black comparte los mismos actores de voz que Goku en todos los medios. En japonés Masako Nozawa le da voz; Mario Castañeda le da voz en latino y Pablo Domínguez le da voz en castellano.

## Habilidades
Tanto Gokū Black como Zamasu poseen varias habilidades que incluyen fuerza sobrehumana, velocidad, reflejos y explosiones de energía, utilizadas por el uso de ki. Zamasu y sus diversas encarnaciones proyectan una hoja de energía de su mano (神裂斬 (Kami Retsuzan, literalmente "Corte Dividido de Dios")) como su forma principal de ataque. Como Gokū Black, Zamasu es capaz de fortalecerse a partir de experiencias cercanas a la muerte debido al Zenkai de los Saiyajin, y es capaz de realizar la mayoría de las habilidades de Goku, en particular su habilidad del Shunkanido (瞬間移動, literalmente "Teletransportación"), así como una variante de su movimiento característico, el Black Kamehameha (ブラックかめはめ波, Burakku Kamehameha, literalmente "Ola de Destrucción de la Tortuga Negra").

## Apariciones

### Dragon Ball Super
Gokū Black aparece por primera vez en la línea de tiempo futura alternativa donde Trunks del Futuro reside como una entidad misteriosa que es idéntica en apariencia a Goku, y se refiere a sí mismo como tal. Mata a Bulma de esa línea de tiempo después de que ella le dio a su hijo los medios para viajar en el tiempo para suplicar la ayuda de Goku y Vegeta, persiguiéndolo momentáneamente en el tiempo a través de la distorsión temporal de la Máquina del Tiempo. Black se involucra momentáneamente con Goku antes de ser atraído hacia el portal que colapsa mientras destruye la máquina del tiempo, dándose cuenta de que la pelea le ha permitido acostumbrarse mejor a su nuevo cuerpo. Goku, Whis y Beerus viajan al Universo 10 después de que las dos deidades sienten las similitudes entre Black y Zamasu, un aprendiz del residente Supremo Kaioshin Gowasu del Universo 10. Tanto el encuentro como la noticia de Zamasu de la presente línea de tiempo preguntando sobre las Super Dragon Balls y Goku añaden más profundidad al misterio, ya que Goku, Beerus, Whis y el Supremo Kaioshin del Universo 7 le impiden asesinar a Gowasu con Beerus creyendo que resolvió la crisis al destruyendo completamente a Zamasu, lo que negaría futuras versiones de sí mismo.
Para cuando los Saiyajin llegan al tiempo de Trunks, se ven obligados a retroceder a su tiempo después de ser superados por Gokū Black en su forma Super Saiyajin Rosé y la versión del período de Zamasu. Más tarde se revela que el Anillo de Tiempo de Black, que afirmó después de asesinar a Gowasu, le permite sobrevivir a la desaparición de su yo pasado cuando él y Zamasu revelan sus verdaderos orígenes, lo que desencadena la transformación de Trunks del Futuro en Super Saiyajin Rage al revelar que sus acciones fueron posibles gracias a su anterior viaje en el tiempo. Zamasu se aferra a su fanática creencia de que los mortales son inherentemente malvados a pesar de los intentos de su mentor de mostrar lo bueno en ellos, lo que empeora desde su derrota por Goku y su descenso a la locura a medida que su odio por los mortales se extendió a las deidades permitiéndoles existir. Al enterarse de las Super Dragon Balls antes de matar a Gowasu para adquirir sus Pendientes Pothara y su Anillo de Tiempo, Zamasu usa las Super Dragon Balls para intercambiar cuerpos con Goku antes de matarlo a él y a su familia. Más tarde llamado "Gokū Black", viajó a la línea de tiempo de Trunks del Futuro donde une fuerzas con una versión futura alternativa de sí mismo que nunca se encontró con Goku y usó las Super Dragon Balls para hacer que su cuerpo mortal fuera efectivamente imposible de matar. Las dos versiones de Zamasu proceden a acabar con las otras deidades para que nadie pueda interferir en sus planes, exterminando sistemáticamente toda la vida mortal antes de llegar a la Tierra del Universo 7, creyendo que la utopía solo se podría lograr para el multiverso provocando la aniquilación de la humanidad y todos los demás seres mortales que considera corruptos y violentos.
Black y Zamasu luchan contra Trunks mientras Goku y Vegeta regresan al pasado, con Goku aprendiendo el Mafuba mientras Vegeta entrena en el Salón del Espíritu y el Tiempo. Los dos regresan rápidamente cuando las dos versiones de Zamasu casi matan a Trunks del Futuro. Pero el intento fallido de sellar a Zamasu por Trunks y además ser derrotados por Vegeta hace que Zamasu y Gokū Black se den cuenta de que han subestimado a sus enemigos, usando sus Pendientes Pothara para fusionarse en Zamasu Fusionado. Zamasu Fusionado fácilmente abruma a todos, forzando la fusión de Goku y Vegeta en Vegetto, quien es capaz de igualarlo en fuerza e incluso dominarlo, antes de que la fusión termine abruptamente. Trunks luego obtiene el poder de todos los seres vivos que quedan en la Tierra, generando una Genkidama que canaliza en su espada para cortar a Zamasu Fusionado por la mitad, destruyendo su cuerpo.
Zamasu sobrevive al golpe mortal y trasciende a una forma más peligrosa conocida como "Zamasu Infinito". El anime lo representa como un ser de energía que consume gradualmente el universo del futuro mientras mata a todos en la Tierra excepto a Goku, Vegeta, Bulma, Trunks, Mai, Gowasu y el Supremo Kaioshin del Universo 7. El manga representa a Zamasu Infinito como el futuro astillado. Zamasu y Black Goku se transformaron cada uno por su cuenta en una versión mejorada de Zamasu Fusionado, como un efecto secundario celular de su fusión, con sus poderes regenerativos volviéndose lo suficientemente avanzados como para que Vegeta creara involuntariamente un ejército de Zamasus Infinitos para abrumar a los héroes. Ambas versiones de la historia dan como resultado que Goku invoca la versión del futuro alternativo de Zeno, quien expresa disgusto hacia Zamasu Infinito y lo elimina por completo al borrar todo el universo de la línea de tiempo del futuro alternativo. Whis más tarde va a la nueva línea de tiempo alternativa, tiene la intención de enviar a Trunks y Mai para advertir a Beerus de las intenciones de Zamasu de esa línea de tiempo, asegurándose así de que sus planes nunca se hagan realidad.

### En las películas de Toriyama y en otros medios
Black aparece brevemente en Dragon Ball Z: La Resurrección de Freezer - Edición Especial de Trunks del Futuro e intenta matar a Trunks, pero fue detenido por la intervención de Mai. Esto ocurre antes de su debut en Dragon Ball Super.
Un evento llamado Dragon Ball Tenkaichi Budosai 2017, que se llevó a cabo del 10 de agosto de 2017 al 27 de agosto de 2017, se llevó a cabo en el complejo de edificios Sunshine City en Ikebukuro, Tokio. El evento de entrada gratuita se basó en Dragon Ball Super, con Zamasu y Black Goku como antagonistas centrales. El lugar se dividió en varias áreas, con el evento de resolución de misterios titulado "¡Vence al Zamasu Fusionado!".
Zamasu aparece como una versión cibernética de su forma Zamasu Fusionado en Super Dragon Ball Heroes, un anime promocional para el juego arcade de cartas coleccionables Dragon Ball Heroes. Hearts y Fu lo reclutan junto con cuatro peligrosos criminales de la Prisión Planetaria como parte de su plan de venganza.
Black es un personaje DLC jugable en Dragon Ball Xenoverse 2 como un bono de pre-pedido, mientras que Zamasu y Black Goku (Super Saiyajin Rosé) son personajes jugables en el DLC Pack 3, y Zamasu Fusionado se puede jugar en el DLC Pack 4. También aparecen en Dragon Ball Fusions. Black Goku en su forma Super Saiyajin Rosé está disponible como parte de la lista base para el juego de lucha Dragon Ball FighterZ, mientras que Zamasu Fusionado luego se agrega para su compra como parte de FighterZ Pass 2.

## Recepción
Varias fuentes han especulado sobre los orígenes de Black antes de la revelación de su verdadera identidad. El personaje ha recibido una recepción positiva, particularmente después de la revelación completa de su historia de fondo y motivaciones. La encarnación de Black del personaje es particularmente popular, ocupando el cuarto lugar por voto de los fanáticos en una encuesta de antagonistas de Dragon Ball publicada en la edición de marzo de 2018 de la V Jump.
El personal de Kotaku elogió el diseño del cabello de Black Goku y considera que Zamasu y sus encarnaciones son "fácilmente algunos de los mejores villanos en la historia de Dragon Ball". Jay Gibbs de ComicsVerse se formó la opinión de que Zamasu es el mayor villano de Dragon Ball de todos los tiempos. Gibbs opinó que Zamasu planeó inteligentemente con anticipación y explotó los elementos más dominados de la serie a los que sus propios protagonistas tenían fácil acceso, como los poderes de Saiyajin y las Dragon Balls, y argumentó que realmente no perdió en el sentido tradicional desde un Zeno tuvo que borrar toda la línea de tiempo y toda la vida en el proceso. Nick Valdez de Comicbook.com pensó en el elitismo de Zamasu, que ve al personaje caer en desgracia a través de una idea inicialmente noble, y su personaje de Goku Black lo ayudó a destacarse sobre los villanos anteriores en la franquicia. Joseph Ocasio de CBR clasificó a Black y Zamasu como los mejores personajes presentados en la serie Dragon Ball Super y realizó una comparación con el personaje del Universo cinematográfico de Marvel Thanos, un "héroe" moralista que intenta equilibrar el universo al deshacerse de aquellos que percibe como impuros o indignos. Stefan Sgarioto de Madman Entertainment clasificó a Black como el sexto villano más memorable de la serie Dragon Ball y elogió el diseño de su forma Super Saiyajin Rosé. Simon Álvarez de The Inquisitr elogió la pelea entre Vegetto y Zamasu Fusionado y la consideró una de las mejores secuencias de batalla animadas de la serie Dragon Ball Super. Shawn Sharis de IGN considera que el golpe final entregado a Zamasu por Trunks es uno de los mejores momentos en Dragon Ball Super.
La actuación de Castañeda y Domínguez como Black ha sido elogiada por los fanáticos de la serie. Se nota que ambas propuestas difieren de la actuación de Nozowa en la versión japonesa original, y que ambos actores han torcido su voz de Goku para enmarcar al personaje en una "luz destructiva e inquietante".